# العلاقات الأرمينية الكونغوية
العلاقات الأرمينية الكونغولية هي العلاقات الثنائية التي تجمع بين أرمينيا وجمهورية الكونغو.

## مقارنة بين البلدين
هذه مقارنة عامة ومرجعية للدولتين:
| وجه المقارنة                                              | أرمينيا                    | [[تصنيف:صفحات تستخدم رمز علم غير موجود\|]] جمهورية الكونغو |
| --------------------------------------------------------- | -------------------------- | ---------------------------------------------------------- |
| المساحة (كم2)                                             | 29.74 ألف                  | 342.00 ألف                                                 |
| عدد السكان (نسمة)                                         | 2.93 مليون                 | 5.26 مليون                                                 |
| الكثافة السكانية (ن./كم²)                                 | 98.52                      | 15.38                                                      |
| العاصمة                                                   | يريفان                     | برازافيل                                                   |
| اللغة الرسمية                                             | لغة أرمنية                 | لغة فرنسية                                                 |
| العملة                                                    | درام أرميني                | فرنك وسط أفريقي                                            |
| الناتج المحلي الإجمالي (بليون دولار)                      | 11.54 مليار                | 8.72 مليار                                                 |
| الناتج المحلي الإجمالي (تعادل القوة الشرائية) بليون دولار | 25.41 مليار                | 29.48 مليار                                                |
| الناتج المحلي الإجمالي الاسمي للفرد دولار أمريكي          | 3.49 ألف                   | 1.85 ألف                                                   |
| الناتج المحلي الإجمالي للفرد دولار أمريكي                 | 8.07 ألف                   |                                                            |
| مؤشر التنمية البشرية                                      | 0.743                      | 0.591                                                      |
| رمز المكالمات الدولي                                      | +374                       | +242                                                       |
| رمز الإنترنت                                              | .am، .հայ ‏                 | .cg                                                        |
| المنطقة الزمنية                                           | ت ع م+04:00، توقيت أرمينيا | ت ع م+01:00                                                |

## منظمات دولية مشتركة
يشترك البلدان في عضوية مجموعة من المنظمات الدولية، منها:
| علم المنظمة | اسم المنظمة                               | تاريخ انضمام أرمينيا | تاريخ انضمام جمهورية الكونغو |
| ----------- | ----------------------------------------- | -------------------- | ---------------------------- |
|             | البنك الدولي للإنشاء والتعمير             | 16 سبتمبر 1992       | 10 يوليو 1963                |
|             | يونسكو                                    | 9 يونيو 1992         | 24 أكتوبر 1960               |
|             | منظمة التجارة العالمية                    | 5 فبراير 2003        | ?                            |
|             | وكالة ضمان الاستثمار متعدد الأطراف        | 5 ديسمبر 1995        | 16 أكتوبر 1991               |
|             | منظمة الشرطة الجنائية الدولية             | ?                    | ?                            |
|             | مؤسسة التمويل الدولية                     | 18 أبريل 1995        | 1 أكتوبر 1980                |
|             | الأمم المتحدة                             | 2 مارس 1992          | 20 سبتمبر 1960               |
|             | مؤسسة التنمية الدولية                     | 25 أغسطس 1993        | 8 نوفمبر 1963                |
|             | الفريق المعني برصد الأرض                  | ?                    | ?                            |
|             | منظمة حظر الأسلحة الكيميائية              | ?                    | ?                            |
|             | المركز الدولي لتسوية المنازعات الاستشارية | 16 أكتوبر 1992       | 14 أكتوبر 1966               |

## وصلات خارجية
- موقع وزارة الخارجية الأرمينية